# Сеславинский, Михаил Вадимович
Михаи́л Вади́мович Сесла́винский (род. 28 февраля 1964, Дзержинск, Горьковская область, СССР) — общественный и интернет-деятель, исследователь книжной культуры, библиофил, топ-менеджер. Академик РАХ (2019). С 2021 года — в частном бизнесе.

## Биография
Родился 28 февраля 1964 года в Дзержинске (ныне Нижегородская область). Окончил историко-филологический факультет Горьковского государственного университета. В 1986—1989 годах — преподаватель кафедры общественных наук Дзержинского филиала Горьковского политехнического института. В 1990 году был избран народным депутатом РСФСР по Дзержинскому территориальному округу № 364, а также депутатом Горьковского областного совета народных депутатов. В Верховном Совете РСФСР (Российской Федерации) работал в Комиссии Совета Республики по культуре (1990—1993). В 1993—1998 годах — депутат Государственной Думы: в Думе 1-го созыва председатель подкомитета по культуре Комитета по образованию, культуре и науке, в Думе 2-го созыва заместитель председателя Комитета по культуре. В 1993 году принимал участие в работе Конституционного совещания и являлся членом комиссии по разработке проекта государственного герба Российской Федерации.
В 1998—1999 годах — руководитель Федеральной службы по телевидению и радиовещанию, в 1999—2004 годах — статс-секретарь — первый заместитель министра по делам печати, телерадиовещания и средств массовых коммуникаций, c 2004 по 2021 год — руководитель Федерального агентства по печати и массовым коммуникациям. В 2001—2003 годах — член совета директоров ОАО «Общественное Российское телевидение» (ОРТ), затем ОАО «Первый канал». С февраля 2011 года — председатель Совета Национального союза библиофилов.
В разные годы был председателем совета директоров в ОАО «Издательство „Просвещение“», ОАО «Распорядительная дирекция по печати», ОАО «Тверской ордена Трудового Красного Знамени полиграфический комбинат детской литературы имени 50-летия СССР», ОАО «Генеральная дирекция международных книжных выставок и ярмарок», членом попечительского совета Государственной Третьяковской галереи, председателем Попечительского Совета Московского государственного университета печати имени Ивана Фёдорова, членом попечительского совета Российского государственного архива литературы и искусства и «Православной энциклопедии», членом Государственной комиссии по радиочастотам (2004—2020 гг.), Правительственной комиссии по развитию телерадиовещания, Комиссии по вопросам религиозных объединений при Правительстве Российской Федерации. Входил в состав Совета по присуждению премий Правительства Российской Федерации в области средств массовой информации (2013—2020 гг.), с 2021 года входит в состав Совета по присуждению премий Правительства Российской Федерации в области средств массовой информации как председатель Совета РОО «Национальный союз библиофилов». С 2022 года в составе Правления Общероссийского общественного благотворительного фонда «Российский детский фонд».
Председатель юбилейного Комитета по празднованию 125-летия со дня рождения К. И. Чуковского и 100-летия со дня рождения 
Л. К. Чуковской в 2007 году.
Заместитель председателя организационного комитета по проведению в Российской Федерации Года литературы в 2015 году.
Председатель организационного комитета по подготовке и проведению мероприятий в честь 100-летия К. М. Симонова в 2015 году.
Председатель организационного комитета по подготовке и проведению мероприятий в честь 125-летия со дня рождения О. Э. Мандельштама в 2016 году.
Председатель организационных комитетов по празднованию 125-летия со дня рождения К. Г. Паустовского и М. И. Цветаевой в 2017 году.
Заместитель председателя организационного комитета по подготовке и проведению празднования 150-летия со дня рождения Максима Горького в 2018 году.
Заместитель председателя организационного комитета по подготовке и проведению празднования 100-летия со дня рождения А. И. Солженицына в 2018 году.
Председатель организационного комитета по подготовке и проведению празднования 150-летия со дня рождения И. А. Бунина в 2020 году.
Председатель организационного комитета по подготовке и проведению празднования 200-летия со дня рождения Н. А. Некрасова в 2021 году.
Кандидат исторических наук (2010), тема диссертации «Французская книга в оформлении русских художников-эмигрантов: 1920—1940-е годы».
Член-корреспондент с 2013 года, Академик Российской академии художеств (департамент искусствознания и художественной критики) c 2019 года. Член Президиума Российской академии художеств с 2025 года.
Действительный государственный советник Российской Федерации 1 класса.

## Факты
- Михаил Сеславинский — инициатор создания и подписания морального кодекса устроителей эфира — Хартии телерадиовещателей Российской Федерации[37], которая была подписана руководителями ведущих телерадиокомпаний нашей страны 28 апреля 1999 года.
- Один из авторов и докладчиков в парламенте первых законодательных актов о культуре в современной России, включая «Основы законодательства Российской Федерации о культуре», законов «О библиотечном деле», «Об обязательном экземпляре документов», «Об авторском праве и смежных правах» и др.[38].

- Автор и составитель более 25 книг и сборников, более 300 публикаций на гуманитарные темы[39].
- Автор идеи и инициатор проведения с 2015 года книжного фестиваля «Красная площадь»[40].
- В 2018 году после выборов мэра Москвы при формировании Правительства Москвы Михаил Сеславинский получил предложение возглавить столичный Департамент культуры вместо Александра Кибовского[41].
- Деятельность Михаила Сеславинского на посту руководителя Федерального агентства по печати и массовым коммуникациям получила множество положительных отзывов среди писателей, журналистов и книгоиздателей[42].
- 12 июля 2021 года в Российской государственной библиотеке началось формирование фонда Михаила Сеславинского. Фонд связан с его профессиональной деятельностью, исследовательской работой в области книжной культуры, развитием современного библиофильского движения[43].
- В 2024 году учредил для Национальной премии Рунета специальную номинацию -  «Город муз», которая вдохновлена девятью музами из древнегреческой мифологии, покровительствовавших истории, литературе и искусству[44].

## Семья
Женат, имеет двух дочерей 1994 и 2003 года рождения.

## Творчество
Известен как библиофил, собиратель автографов, редких книг начала XIX—XX вв., меценат, передающий книги и рукописи в государственные собрания: Государственный литературный музей, Библиотеку Российской академии наук, Российскую государственную библиотеку, Всероссийскую государственную библиотеку иностранной литературы имени М. И. Рудомино, Государственный центральный музей современной истории России, Государственный музей А.С. Пушкина, Всероссийский музей А.С. Пушкина, Морскую библиотеку имени адмирала М. П. Лазарева, Государственный мемориальный музей-заповедник Д. И. Менделеева и А. А. Блока, Дом русского зарубежья им. А.Солженицына, Дом Марины Ивановны Цветаевой в Болшеве, Дом-музей К. Г. Паустовского в Старом Крыму, Музей-заповедник «Усадьба «Мураново» им. Тютчева», Воронежскую областную универсальную научную библиотеку имени И. С. Никитина. Автор многочисленных статей книговедческого характера. Библиография его работ — «Михаил Сеславинский — библиофил и книговед: библиографический указатель / сост. Л. И. Фурсенко; авт. вступит. ст. А. Ю. Самарин» вышла в издательстве «Пашков дом» в 2014 году. В 2019 и 2024 годах соответственно вышли второе и третье издания этой книги.
Кроме того — автор сборника детских рассказов «Частное пионерское», по которому сняты одноимённые фильмы «Частное пионерское» и сборника статей «Homo scriptoris [= Человек пишущий]», книг «Аромат книжного переплёта» (библиофильский альбом), «Поларис» (история о приключениях камышового кота в Финляндии), «Рандеву» (русские художники во французском книгоиздании первой половины XX века), альбома «Книги для гурманов» (в соавторстве с профессором Московского госуниверситета печати Ольгой Таракановой, альбома «Гирлянда из книг и картинок» (детское чтение в дореволюционной России) , монографии «Французские библиофильские издания в оформлении русских художников-эмигрантов (1920—1940-е годы)», составитель сборника «Тамиздат: 100 избранных книг», автор-составитель каталога «Библиофильский венок Анне Ахматовой: к 125-летию со дня рождения: автографы в собрании М. Сеславинского», альбома «Искусство автографа», книг «Мой друг Осип Мандельштам. Избранная иллюстрированная библиография и автографы», «Русские книжные редкости XX века: 333 избранные книги», «Библиофильский венок М. И. Цветаевой», «Кантата „Кантате“».
К 175-летию со дня рождения Анатоля Франса выступил в качестве автора идеи издания, составителя и автора послесловия («Русская харчевня Анатоля Франса») к книге, в которую также вошли неизвестные рисунки Т. А. Мавриной и А. Ф. Софроновой: Франс, А. «Харчевня королевы Гуселапы. Восстание ангелов». — СПб.: Вита Нова, 2019.
В 2021 году выступил составителем альбома «Славное десятилетие», приуроченного к 10-летию существования Национального союза библиофилов — самого авторитетного и активного общественного объединения коллекционеров-книжников в России.
В мае 2022 года автографы, редкие книги, рисунки и гравюры из обширного собрания библиофила представили в рамках Всероссийского библиотечного конгресса на выставке «Нижегородская сюита. Мотивы родной земли в собрании Михаила Сеславинского» в Нижегородской государственной областной универсальной научной библиотеке им. Ленина.
Одновременно в Нижегородском государственном художественном музее (НГХМ) состоялась экспозиция «Татьяна Маврина. Графика из собрания М. В. Сеславинского», где было представлено около 80 работ — от ранних жанров и иллюстраций до последних натюрмортов художника.
В 2023 году в Государственном музее А.С. Пушкина прошла выставка и был представлен альбом Михаила Сеславинского «Книжный мир Александра Бенуа. Этюды исследователя и коллекционера», посвященный деятельности художника, искусствоведа, лидера объединения «Мир искусства». В 2024 году в память о выдающемся  библиографе русской поэзии ХХ века Михаил Сеславинский выпустил сборник «Книжный труженик. Лев Турчинский и его библиотека».
Председатель редакционно-издательского совета, главный редактор библиофильского журнала «Про книги».